# Salsa (zene)
A salsa elsősorban latin alapokra építkező zenei stílus, amelynek fő jellegzetessége a karibi ritmus. Eredetileg nem volt egységes zenei műfaj, sok dél-amerikai stílusból alakult ki, amelyben a son cubano, és a mambó. Az 1970-es években született, a kubai, Puerto Ricó-i és más, latin gyökerekkel rendelkező bevándorlóknak volt köszönhető. A salsa elnevezés is tőlük ered, a szó jelentése:szósz.

## Története
A köztudatban a tánc elnevezéseként él, pedig eredetileg a salsa azt a rendkívül összetett, sokrétű zenei stílust jelentette, melynek kialakulása a XVI. századra nyúlik vissza. Arra az időszakra, mikor megkezdődött az afrikai feketék (szklávék) behurcolása Latin-amerikába.
A szklávék a rabságban is megőrizték és gyakorolták rítusaikat, vallási – mágikus szertartásaikat. Népdalaiknak két alapformája volt: a vallási és a világi dalok, melyek témája a közösség múltjából és jelenéből építkezett. Hangszereiket hím- és nőneműnek tekintették, s tisztelték testüket, lelküket. Legjellemzőbb és legfontosabb zeneszerszámuk a dob volt, annak az életszemléletnek képviselője, melyet őseik földjén hagytak. A mindennapi kínok közepette a dobszóból merítettek erőt a túléléshez, a megújuláshoz.
Az idők során a kubai zenébe beépült a spanyol vándorok vásári éneke, melyet a szklávék átvettek és átültettek saját gondolkodás- és kifejezésmódjukra. Nagy szerepet játszott a zene alakulásában az 1791-ben St. Domingue szigetén (mai Haiti területe) kitört rabszolgafelkelés is. A forradalom elől menekülő franciákkal együtt a nyugat-európai zene is beszivárgott az országba, mely aztán belopta magát a kubai népzenébe és kreolosodott. Így keletkezett több új ritmus is, például a bolero, a contradanza és a guajira.
Az első világháború idején jutott el a városokba a himnuszként tisztelt, gúnyos tiszteletlen hangvételű son, mely a sziget feketék alkotta keleti részéből terjedt, s mely a fejlődés egy új impulzusává vált az egész kontinens tánczenéjében. A 30-as évekre annyira megnőtt népszerűsége, hogy minden kubai dalt befolyása alá vont. Így alakult ki a guajira-son, melyet először egy munkás, Joseíto Fernández komponált. Világhírűvé vált dalának címe Guajira Guantanamera volt.
A '20-as években az USA-ból a szigetre látogató fekete zenészek hatására a jazz ritmusvilága is keveredett a kubai zenével, ami többek között a Mambo és a Cha-cha-cha születését eredményezte.
Amit ma salsaként ismerünk, az a konfliktusokkal teli '60-as években született. Ebben az időszakban rengeteg kubai és Puerto Ricó-i emigráns érkezett New Yorkba, ahol a társadalom kitaszított és kizsákmányolt rétegévé váltak, ám igyekeztek megőrizni hagyományaikat, kultúrájukat. Az ő közösségük alkotta "Spanish Harlem"-et, vagy ahogy ők nevezték, "El Barrio"-t. Dalaik a közösség sajátos küzdelmeiről, nyomoráról, problémáiról szóltak. A Beatles-mánia elhatalmasodásával és a popzene fellendülésével a karib zene egy időre háttérbe szorult, ám a '60-as évek végére új hangzások és ötletek fejlődtek ki, melyet a latinók és más bevándorlók is átvettek, s ötvözték a kubai és fekete zenével, a rockzenével, valamint a karib és afrikai folklórral. További újítás volt, hogy olyan hangszereket (például elektromos keyboard) is felvettek, melyek eltértek a karib hagyományoktól, így a zene elvesztette eredeti tisztaságát, viszont egy durva, lázadó, lüktető hangzást kapott.
A stílus az Egyesült Államokban alakult ki, innen meghódította a déli államokat is, mint Dominika, Kuba, Puerto Rico, Venezuela, Mexikó. A '80-as években terjedt el Európában, és Ázsiában is. A kései '80-as években a stílust ötvözték, így alakult ki a latin-rap műfaja, melybe már újabb, haladóbb hangzást megteremtő hangszereket is bevontak.
1997. szeptember 10-én dokumentumfilmet mutattak be "Yo Soy, Del Son A La Salsa" (Én, a sontól a salsáig) címmel a salsa zene történetéről, a neves előadók közreműködésével.

## Ritmus

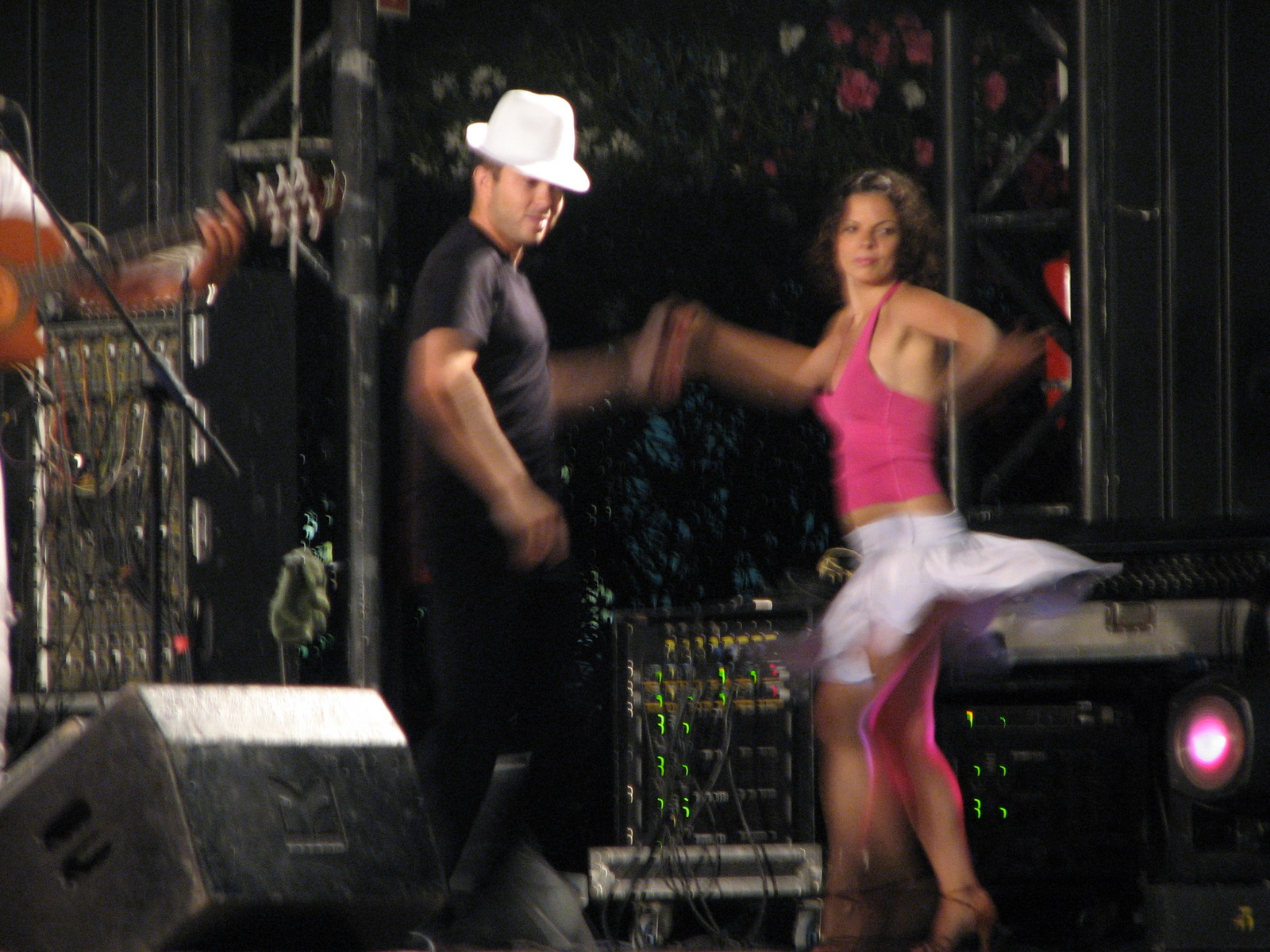
Salsa

Ritmikai képét 4/4-es ütemek alkotják, ezek rendszerint ismétlődnek a zeneni témákkal kapcsolatban. Szokatlanul gyors és rohanó, így nem ritka a 180 bpm érték körüli tempó sem. A ritmusba tipikus hangszerek vegyülnek. Legtöbb esetben díszítő elemként vannak jelen, megteremtve ezzel a speciális ritmusmenetet, mely egyértelműen a salsa műfajára jellemző. Ez a ritmikai kép régebben nyugat afrikai régiók népzenei motívuma volt, innen került át dél-amerikai területekre, ahol a salsa kialakulásával egyidejűleg kristályosodott ki.

## Hangszerek
Az egyik jellegzetes ütőhangszer neve a clave, mely szinte mindig azonos képletet követve szólal meg a zenében:
1-2-3-4-5-6-7-8- (főütemek száma)
--*-*---*--*--*- (a clave a fő ütéseket * jelöli.
Van egy másik ütőhangszer is , ami fellelhető a salsa zenékben, ez pedig a cowbell (kolomp). Ritmikai képe:
1-2-3-4-5-6-7-8- (főütemek száma)
#-*-#-**#--*#-** (#- mély tónusú *- magasabb tónusú cowbell ütések)

## Híres salsa előadók
Celia Cruz, Tito Puente, Oscar D’Leon, Cheo Feliciano, Fania All-Stars, Eddie Palmieri, Johnny Pacheco, El Gran Combo, Marc Anthony, Andy Montanez, Gilberto Santa Rosa, Larry Harlow, Isaac Delgado, Tito Gómez, Papo Lucca, Dave Valentin, Tite Curet Alonso, Israel López “Cachao,” Joe Cuba, Chucho Valdes, Los Van Van, Adalberto Alvarez, Yoruba Andabo, Grupo Changui, Lazaro Herrera és Ruby Calzado, Beny More, Pérez Prado, Arsenio Rodríguez, Antonio Arcado, Ignacio Pineiro, Trio Matamoros, Orquesta Aragon, Mario Bauza, Machito, Miguelito Valdes, Tito Rodríguez, Rafael Cortijo, Ismael Rivera, Hector Lavoe és Chano Pozo.

## Külső hivatkozások
- SalsaLevi: A SALSA című könyv magyar fordítása[halott link]
- A salsa története dióhéjban
- "Yo Soy, Del Son A La Salsa" filmről angolul
- Latin zene. lapozz.hu
- Salsa és latin zenei előadók